# Setapius brinki
Setapius brinki är en insektsart som beskrevs av Dlabola 1988. Setapius brinki ingår i släktet Setapius och familjen kilstritar.
Artens utbredningsområde är Turkiet. Inga underarter finns listade i Catalogue of Life.